# Свеська селищна територіальна громада
Свеська селищна громада — територіальна громада в Україні, в Шосткинському районі Сумської області. Адміністративний центр — селище Свеса.
Площа громади — 295,2 км², населення — 8 620 мешканців (2020).
19 липня 2020 року, в результаті адміністративно-територіальної реформи та ліквідації Ямпільського району, громада увійшла до складу новоутвореного Шосткинського району.
Наказом Міністерства з питань реінтеграції тимчасово окупованих територій України територія громади з 24 травня 2022 року була внесена до оновленого переліку територій України, де тривають бойові дії, або які перебувають в окупації російських військ. Жителям громади, зареєстрованим як внутрішньо переміщені особи (ВПО), здійснюватимуться виплати.
16 липня 2024 року Свеський селищний голова Сергій Киркач склав свої повноваження очільника громади у зв'язку зі станом його здоров’я.

## Населені пункти
У складі громади 1 селище (Свеса) і 16 сіл:
- Веселий Гай
- Гирине
- Дем'янівка
- Зелена Діброва
- Зорине
- Княжичі
- Ломленка
- Марчишина Буда
- Микитівка
- Орлівка
- Орлів Яр
- Ржане
- Родіонівка
- Руденка
- Степанівка
- Шевченкове